# Lester Cole
Lester Cole est un scénariste américain, né le 19 juin 1904 à New York, mort le 15 août 1985 à San Francisco (Californie).

## Biographie
Dans les années 1950, il fut une des victimes du maccarthysme, inscrit sur la Liste noire de Hollywood. Il fut notamment dénoncé comme communiste par le scénariste Morrie Ryskind.

## Filmographie partielle
- 1932 : Si j'avais un million (If I Had a Million)
- 1933 : Charlie Chan's Greatest Case de Hamilton MacFadden
- 1933 : Walls of Gold (en)
- 1934 : Sleepers East
- 1934 : Wild Gold
- 1934 : La môme Mona (Pursued)
- 1934 : Three on a Honeymoon de James Tinling
- 1934 : Nada más que una mujer
- 1935 : Rivaux (Under Pressure) de Raoul Walsh
- 1935 : Too Tough to Kill
- 1935 : Hitch Hike Lady (en) d'Aubrey Scotto
- 1936 : Suivez votre cœur (Follow Your Heart) d'Aubrey Scotto
- 1936 : The President's Mystery
- 1937 : Affairs of Cappy Ricks
- 1937 : The Man in Blue
- 1937 : Some Blondes Are Dangerous
- 1938 : The Jury's Secret
- 1938 : Midnight Intruder
- 1938 : The Crime of Dr. Hallet
- 1938 : Sinners in Paradise
- 1938 : Secrets of a Nurse
- 1939 : Reine d'un jour (Winter Carnival)
- 1939 : J'ai volé un million (I Stole A Million) de Frank Tuttle
- 1939 : The Big Guy (en)
- 1940 : Le Retour de l'homme invisible (The Invisible Man Returns)
- 1940 : La Maison aux sept pignons
- 1941 : Des pas dans la nuit (Footsteps in the Dark) de Lloyd Bacon
- 1941 : Bad Men of Missouri (it)
- 1941 : Among the Living
- 1941 : Pacific Blackout
- 1943 : Night Plane from Chungking
- 1943 : Hostages
- 1944 : Pas un n'échappera (None Shall Escape)
- 1945 : Aventures en Birmanie (Objective, Burma!)
- 1945 : Du sang dans le soleil (Blood on the Sun)
- 1945 : Men in Her Diary
- 1946 : Strange Conquest (en)
- 1947 : Sénorita Toréador (Fiesta)
- 1947 : L'Heure du pardon (The Romance of Rosy Ridge)
- 1947 : Le Mur des ténèbres (High Wall)
- 1950 : Pilote du diable (Chain Lightning)
- 1965 : Onkelchens Traum (téléfilm)
- 1966 : Vivre libre (Born Free)

## Publications
- Hollywood Red : the Autobiography of Lester Cole, Palo Alto (Californie), Ramparts Press, 1981  (ISBN 978-0878670857)